# 莫口站
莫口站位于福建省南平市邵武市水北镇，为鹰厦铁路车站。距鹰潭站138公里，距厦门站556公里。现为四等站。车站为连接专用线建于1964年，目前货运仅办理专用线、专用铁路货运作业。